# Opłatek

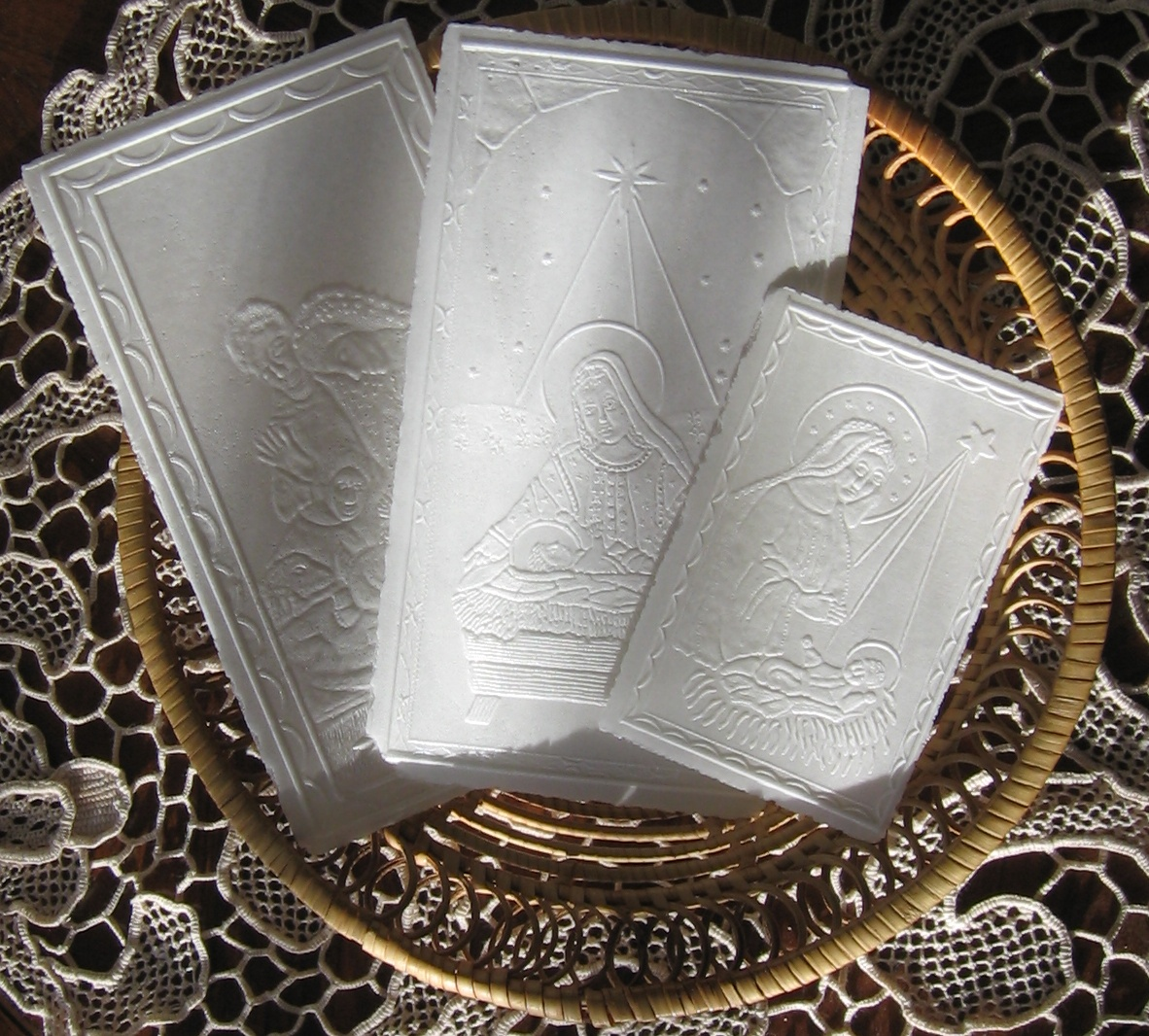
Współczesne formy opłatka wigilijnego

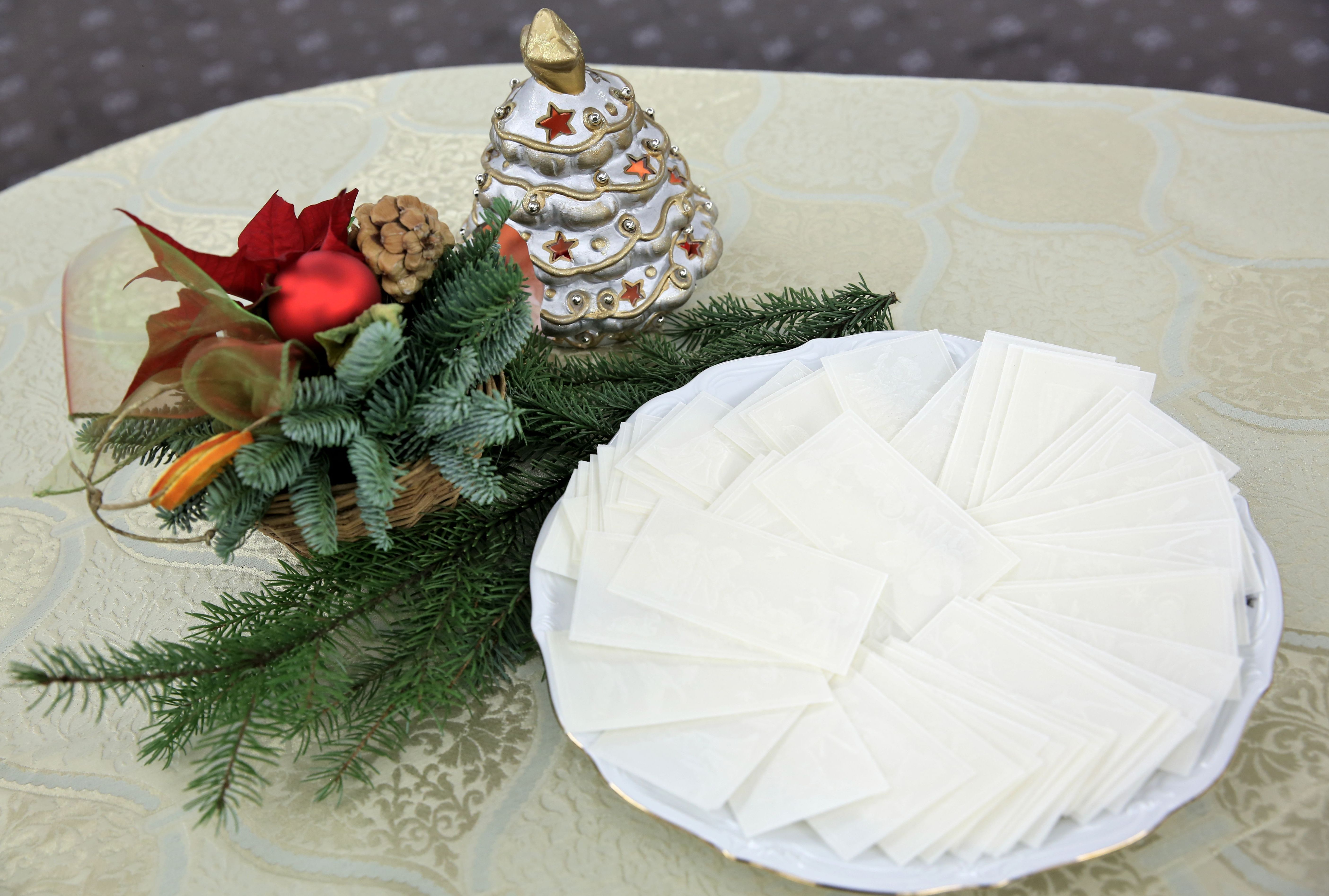
Opłatki podczas spotkania świątecznego w Senacie (2014)

Opłatek (z łac. oblatum „dar ofiarny”) – bardzo cienki biały płatek chlebowy, przaśny (czyli niekwaszony i niesolony), wypiekany z białej mąki i wody bez dodatku drożdży, którym dzielą się chrześcijanie, zgromadzeni przy stole wigilijnym, składając sobie życzenia.
Zwyczaj dzielenia się opłatkiem w wigilię Bożego Narodzenia jest powszechny przede wszystkim w Polsce i w rodzinach polonijnych, ale spotykany także na Słowacji, Litwie, Białorusi, Ukrainie i w Czechach.
Opłatek wigilijny jest symbolem pojednania i przebaczenia, znakiem przyjaźni i miłości. Dzielenie się nim na początku wieczerzy wigilijnej wyraża chęć bycia razem. Ma swoją symbolikę w wymiarze nie tylko duchowym: sama materia opłatka: „chleb”, podkreśla również doczesny charakter życzeń. W podtekście tego życzenia jest nawiązanie do modlitwy Ojcze Nasz: oby nam go nie zabrakło (chleba naszego powszedniego...). Symbolika chleba ma jeszcze inny wymiar: należy być jak chleb dobrym i jak chleb podzielnym.
Tradycja łamania się opłatkiem swoje korzenie ma w pierwszych wiekach chrześcijaństwa. Nie miała początkowo związku z Bożym Narodzeniem, była symbolem komunii duchowej członków wspólnoty. Zwyczaj błogosławienia chleba nazywano eulogiami. Z czasem na wigilijną mszę przynoszono chleb, który błogosławiono i którym się dzielono. Zabierano go też do domów dla chorych, czy tych, którzy z różnych powodów nie byli w kościele, przesyłano krewnym i znajomym.
Praktyka przesyłania sobie eulogii, popularna w pierwszych wiekach chrześcijaństwa, zanikać zaczęła w IX wieku na mocy dekretów synodów karolińskich, które chciały zachować zacierającą się różnicę między chlebem konsekrowanym a pobłogosławionym.
Opłatki wypiekano przy klasztorach oraz kościołach. Używano w tym celu specjalnych metalowych form, do których wlewano ciasto.
Na początku XIX wieku popularne stały się, znane tylko w Polsce, ozdoby z opłatka, które zawieszano nad stołem wigilijnym. Miały zapewnić szczęście i powodzenie w nadchodzącym roku. Również tzw. światy, którymi dekorowane były zawieszane u sufitu podłaźniczki wykonane były z kolorowego ciasta opłatkowego.
Oprócz białego opłatka, przeznaczonego na komunikanty i do łamania się podczas wigilii, wypieka się również kolorowy, przeznaczony dla zwierząt domowych i bydła. Na Śląsku znany jest tzw. radośnik, czyli opłatek posmarowany miodem, dawany dzieciom.
W potocznym znaczeniu opłatek (zwany inaczej spotkaniem opłatkowym) oznacza rodzaj spotkania organizowanego w zakładach pracy, wspólnotach oraz instytucjach w okresie Adwentu i Bożego Narodzenia, połączonego z łamaniem się opłatkiem i składaniem życzeń.